# Campionati italiani assoluti di atletica leggera 2019
I CIX campionati italiani assoluti di atletica leggera si sono svolti a Bressanone, presso la Raiffeisen Arena, tra il 26 e il 28 luglio 2019.
Sono stati assegnati 39 titoli italiani in altrettante specialità, 20 maschile e 19 femminile: non è stato infatti inizialmente assegnato il titolo della staffetta 4×400 metri femminile, ultima gara del programma, a causa di un guasto tecnico ai sistemi di cronometraggio. La gara è stata recuperata il 27 agosto in occasione del meeting Palio della Quercia di Rovereto.
Durante la manifestazione sono anche stati assegnati due titoli italiani di prove multiple: nell'eptathlon per le donne e nel decathlon per gli uomini. Sono stati inoltre assegnati i titoli del campionato italiano di società di marcia.
Durante la manifestazione è inoltre stata consegnata a Carlo Giordani, ex vicepresidente della FIDAL, la European Athletics Golden Pin della European Athletic Association.
I campionati italiani di marcia 50 km si sono svolti il 27 gennaio a Gioiosa Marea, luogo di nascita della marciatrice Annarita Sidoti, scomparsa quattro anni prima, mentre quelli della marcia 20 km hanno avuto luogo il 24 marzo a Cassino. I titoli dei 10 000 metri piani su pista furono assegnati a Monselice il 18 maggio; quelli dei 10 km di corsa su strada, invece, l'8 settembre a Canelli.
I campionati italiani di mezza maratona si sono corsi il 20 ottobre a Palermo, mentre quelli di maratona hanno avuto luogo a Ravenna il 10 novembre.

## Risultati

### Le gare del 26-28 luglio a Bressanone

#### Uomini
| Specialità                                                                              | Oro                                                                                            | Prestazione | Argento                                                                                          | Prestazione | Bronzo | Prestazione            |
| Corse                                                                                   |                                                                                                |             |                                                                                                  |             | |                        |
| 100 m                                                                                   | Marcell Jacobs Gruppo Sportivo Fiamme Oro                                                      | 10"10       | Luca Antonio Cassano Atletica Firenze Marathon                                                   | 10"42       | Luca Lai Atletica Cento Torri Pavia                                                                       | 10"44                  |
| 200 m                                                                                   | Antonio Infantino Athletic Club 96 Alperia                                                     | 20"84       | Davide Manenti Centro Sportivo Aeronautica Militare                                              | 20"92       | Davide Re Gruppi Sportivi Fiamme Gialle                                                                   | 21"02                  |
| 400 m                                                                                   | Matteo Galvan Gruppi Sportivi Fiamme Gialle                                                    | 45"59       | Edoardo Scotti Centro Sportivo Carabinieri                                                       | 46"40       | Brayan Lopez Athletic Club 96 Alperia                                                                     | 46"64                  |
| 800 m                                                                                   | Simone Barontini Gruppo Sportivo Fiamme Azzurre                                                | 1'47"89     | Enrico Riccobon Atletica Brugnera Friulintagli                                                   | 1'48"44     | Giordano Benedetti Gruppi Sportivi Fiamme Gialle                                                          | 1'48"86                |
| 1500 m                                                                                  | Matteo Spanu Atletica Malignani Libertas Udine                                                 | 3'45"09     | Pietro Arese SAF Atletica Piemonte                                                               | 3'45"65     | Yassin Bouih Gruppi Sportivi Fiamme Gialle                                                                | 3'45"85                |
| 5000 m                                                                                  | Marouan Razine Centro Sportivo Esercito                                                        | 14'05"09    | Lorenzo Dini Gruppi Sportivi Fiamme Gialle                                                       | 14'05"81    | Pietro Riva Gruppo Sportivo Fiamme Oro                                                                    | 14'06"44               |
| 3000 m siepi                                                                            | Ahmed Abdelwahed Gruppi Sportivi Fiamme Gialle                                                 | 8'31"56     | Osama Zoghlami Centro Sportivo Aeronautica Militare                                              | 8'35"25     | Yohanes Chiappinelli Centro Sportivo Carabinieri                                                          | 8'41"73                |
| 110 m hs                                                                                | Hassane Fofana Gruppo Sportivo Fiamme Oro                                                      | 13"71       | Chituru Ali Unione Sportiva Albatese                                                             | 14"01       | Ivan Mach Di Palmstein Atletica Riccardi Milano 1946                                                      | 14"36                  |
| 400 m hs                                                                                | Alessandro Sibilio Gruppi Sportivi Fiamme Gialle                                               | 50"84       | Eusebio Haliti Centro Sportivo Esercito                                                          | 51"06       | Lorenzo Veroli Gruppo Sportivo Fiamme Azzurre                                                             | 52"00                  |
| Marcia 10 km                                                                            | Gianluca Picchiottino Gruppi Sportivi Fiamme Gialle                                            | 41'21" ~    | Giorgio Rubino Gruppi Sportivi Fiamme Gialle                                                     | 41'53" ~ >  | Leonardo Dei Tos Athletic Club 96 Alperia                                                                 | 42'00" ~               |
| Staffetta 4×100 m                                                                       | Athletic Club 96 Alperia Jacques Riparelli Antonio Infantino Alessandro Monte Kevin Giacomelli | 40"92       | La Fratellanza 1874 Riccardo Valentini Andrei Alexandru Zlatan Matteo Ansaloni Freider Fornasari | 40"94       | Atletica Malignani Libertas Udine Federico Rossi Riccardo Del Torre Cristiano Giovanatto Gabriele Crnigoj | 41"20                  |
| Staffetta 4×400 m                                                                       | Gruppi Sportivi Fiamme Gialle Vladimir Aceti Michele Tricca Alessandro Sibilio Matteo Galvan   | 3'11"15     | ACSI Campidoglio Palatino Fabio Tardito Francesco Rossi Thomas Manfredi Matteo Iachini           | 3'11"90     | Atletica Imola Sacmi AVIS Mattia Rondinelli Enrico Ghilardini Alex Pagnini Francesco Conti                | 3'14"03                |
| Salti                                                                                   |                                                                                                |             |                                                                                                  |             | |                        |
| Salto in alto                                                                           | Stefano Sottile Gruppo Sportivo Fiamme Azzurre                                                 | 2,33 m =    | Manuel Lando Atletica Vicentina                                                                  | 2,11 m      | Eugenio Meloni Centro Sportivo Carabinieri                                                                | 2,11 m                 |
| Salto con l'asta                                                                        | Max Mandusic Trieste Atletica                                                                  | 5,30 m      | Eugeniu Ceban Atletica Libertas Orvieto                                                          | 5,05 m      | Medaglia non assegnata                                                                                    | Medaglia non assegnata |
| Salto con l'asta                                                                        | Max Mandusic Trieste Atletica                                                                  | 5,30 m      | Andrea Marin Atletica Vicentina                                                                  | 5,05 m      | Medaglia non assegnata                                                                                    | Medaglia non assegnata |
| Salto in lungo                                                                          | Filippo Randazzo Gruppi Sportivi Fiamme Gialle                                                 | 7,94 m      | Kevin Ojiaku Gruppi Sportivi Fiamme Gialle                                                       | 7,89 m      | Antonino Trio Athletic Club 96 Alperia                                                                    | 7,72 m                 |
| Salto triplo                                                                            | Samuele Cerro Enterprise Sport & Service                                                       | 16,52 m     | Fabrizio Schembri Centro Sportivo Carabinieri                                                    | 16,49 m     | Daniele Cavazzani Atletica Studentesca Rieti Andrea Milardi                                               | 16,39 m                |
| Lanci                                                                                   |                                                                                                |             |                                                                                                  |             | |                        |
| Getto del peso                                                                          | Leonardo Fabbri Centro Sportivo Aeronautica Militare                                           | 20,31 m     | Sebastiano Bianchetti Gruppo Sportivo Fiamme Oro                                                 | 19,30 m     | Lorenzo Del Gatto Centro Sportivo Carabinieri                                                             | 17,65 m                |
| Lancio del disco                                                                        | Giovanni Faloci Gruppi Sportivi Fiamme Gialle                                                  | 59,92 m     | Nazzareno Di Marco Gruppo Sportivo Fiamme Oro                                                    | 57,93 m     | Alessio Mannucci Atletica Livorno 1950                                                                    | 54,36 m                |
| Lancio del martello                                                                     | Marco Lingua Marco Lingua 4ever                                                                | 73,88 m     | Simone Falloni Centro Sportivo Aeronautica Militare                                              | 72,32 m     | Giorgio Olivieri Team Atletica Marche                                                                     | 72,03 m                |
| Lancio del giavellotto                                                                  | Mauro Fraresso Gruppi Sportivi Fiamme Gialle                                                   | 75,54 m     | Roberto Orlando Atletica Virtus Lucca                                                            | 74,78 m     | Roberto Bertolini Gruppo Sportivo Fiamme Oro                                                              | 73,04 m                |
| record dei campionati; record nazionale; record personale; record personale stagionale. |                                                                                                |             |                                                                                                  |             | |                        |

#### Donne
| Specialità                                                                              | Oro                                                                                                 | Prestazione | Argento                                                                                    | Prestazione | Bronzo                                                                                 | Prestazione |
| Corse                                                                                   | |             |                                                                                            |             |                                                                                        |             |
| 100 m                                                                                   | Zaynab Dosso Gruppo Sportivo Fiamme Azzurre                                                         | 11"47       | Johanelis Herrera Abreu Atletica Brescia 1950 Ispa Group                                   | 11"55       | Annalisa Spadotto Scott Bracco Atletica                                                | 11"74       |
| 200 m                                                                                   | Gloria Hooper Centro Sportivo Carabinieri                                                           | 23"56       | Dalia Kaddari Associazione Sportiva Tespiense Quartu                                       | 23"63       | Alessia Pavese Atletica Brescia 1950 Ispa Group                                        | 23"77       |
| 400 m                                                                                   | Giancarla Trevisan Bracco Atletica                                                                  | 52"61       | Maria Benedicta Chigbolu Centro Sportivo Esercito                                          | 53"33       | Alice Mangione Atletica Brescia 1950 Ispa Group                                        | 53"58       |
| 800 m                                                                                   | Eloisa Coiro Gruppo Sportivo Fiamme Azzurre                                                         | 2'05"83     | Eleonora Vandi Atletica AVIS Macerata                                                      | 2'05"97     | Joyce Mattagliano Centro Sportivo Esercito                                             | 2'06"07     |
| 1500 m                                                                                  | Marta Zenoni Atletica Bergamo 1959 Oriocenter                                                       | 4'30"83     | Elena Bellò Gruppo Sportivo Fiamme Azzurre                                                 | 4'31"55     | Francesca Marangi Agostino CUS Torino                                                  | 4'32"44     |
| 5000 m                                                                                  | Marta Zenoni Atletica Bergamo 1959 Oriocenter                                                       | 15'52"89    | Francesca Tommasi Centro Sportivo Esercito                                                 | 15'57"19    | Valeria Roffino Gruppo Sportivo Fiamme Azzurre                                         | 16'17"73    |
| 3000 m siepi                                                                            | Isabel Mattuzzi Unione Sportiva Quercia Trentingrana                                                | 10'10"66    | Laura Dalla Montà Assindustria Sport Padova                                                | 10'14"27    | Silvia Oggioni Pro Sesto Atletica                                                      | 10'15"26    |
| 100 m hs                                                                                | Luminosa Bogliolo Gruppo Sportivo Fiamme Oro                                                        | 12"85       | Giulia Pennella Centro Sportivo Esercito                                                   | 13"26       | Angelika Wegierska Atletica Firenze Marathon                                           | 13"47       |
| 400 m hs                                                                                | Ayomide Folorunso Gruppo Sportivo Fiamme Oro                                                        | 56"40       | Linda Olivieri Gruppo Sportivo Fiamme Oro                                                  | 56"50       | Rebecca Sartori Gruppo Sportivo Fiamme Oro                                             | 58"43       |
| Marcia 10 km                                                                            | Eleonora Giorgi Gruppo Sportivo Fiamme Azzurre                                                      | 45'29"      | Nicole Colombi Atletica Brescia 1950 Ispa Group                                            | 45'43" ~    | Lidia Barcella Bracco Atletica                                                         | 47'35" ~    |
| Staffetta 4×100 m                                                                       | Atletica Brescia 1950 Ispa Group Chiara Melon Gaia Pedreschi Alessia Niotta Johanelis Herrera Abreu | 45"63       | Centro Sportivo Carabinieri Maria Enrica Spacca Gloria Hooper Anna Bongiorni Giulia Latini | 45"67       | La Fratellanza 1874 Laura Fattori Leonice Germini Federica Giannotti Eleonora Iori     | 46"36       |
| Staffetta 4×400 m                                                                       | Atletica Sandro Calvesi Sofia Sergi Veronica Pirana Eleonora Foudraz Eleonora Marchiando            | 3'48"35     | Atletica Bergamo 1959 Ilaria Mazzoleni Marta Pileggi Benedetta Mapelli Federica Putti      | 3'50"50     | Bracco Atletica Francesca Aquilino Beatrice Benaglia Beatrice Rinaldi Alessia Brunetti | 3'51"36     |
| Salti                                                                                   | |             |                                                                                            |             |                                                                                        |             |
| Salto in alto                                                                           | Alessia Trost Gruppi Sportivi Fiamme Gialle                                                         | 1,86 m      | Erika Furlani Gruppo Sportivo Fiamme Oro                                                   | 1,83 m      | Enrica Cipolloni Gruppo Sportivo Fiamme Oro                                            | 1,83 m      |
| Salto con l'asta                                                                        | Sonia Malavisi Gruppi Sportivi Fiamme Gialle                                                        | 4,36 m      | Roberta Bruni Centro Sportivo Carabinieri                                                  | 4,31 m      | Elisa Molinarolo Gruppo Atletico Aristide Coin Venezia 1949                            | 4,20 m      |
| Salto in lungo                                                                          | Tania Vicenzino Centro Sportivo Esercito                                                            | 6,46 m      | Laura Strati Atletica Vicentina                                                            | 6,42 m      | Carol Zangobbo Assindustria Sport Padova                                               | 6,19 m      |
| Salto triplo                                                                            | Ottavia Cestonaro Centro Sportivo Carabinieri                                                       | 13,52 m     | Dariya Derkach Centro Sportivo Aeronautica Militare                                        | 13,26 m     | Giada Bilanzola Atletica Gran Sasso Teramo                                             | 12,99 m     |
| Lanci                                                                                   | |             |                                                                                            |             |                                                                                        |             |
| Getto del peso                                                                          | Chiara Rosa Gruppo Sportivo Fiamme Azzurre                                                          | 16,10 m     | Michella Obijiaku                                                                          | 16,09 m     | Monia Cantarella ARCS CUS Perugia                                                      | 16,06 m     |
| Lancio del disco                                                                        | Stefania Strumillo Gruppo Sportivo Fiamme Azzurre                                                   | 57,33 m     | Giada Andreutti Centro Sportivo Aeronautica Militare                                       | 55,33 m     | Natalina Capoferri Atletica Brescia 1950 Ispa Group                                    | 49,34 m     |
| Lancio del martello                                                                     | Sara Fantini Centro Sportivo Carabinieri                                                            | 69,75 m     | Cecilia Desideri Atletica Studentesca Rieti Andrea Milardi                                 | 62,94 m     | Lucia Prinetti Anzalapaya Gruppi Sportivi Fiamme Gialle                                | 61,15 m     |
| Lancio del giavellotto                                                                  | Carolina Visca Gruppi Sportivi Fiamme Gialle                                                        | 58,47 m     | Zahra Bani Gruppo Sportivo Fiamme Azzurre                                                  | 57,83 m     | Sara Jemai Centro Sportivo Esercito                                                    | 57,80 m     |
| record dei campionati; record nazionale; record personale; record personale stagionale. | |             |                                                                                            |             |                                                                                        |             |

#### Campionati italiani di prove multiple
| Specialità                                                                              | Oro                                             | Prestazione | Argento                                      | Prestazione | Bronzo                                      | Prestazione |
| Decathlon (uomini)                                                                      | Matteo Taviani Atletica Virtus Lucca            | 7357 p.     | Michele Brini Atletica Imola Sacmi AVIS      | 7258 p.     | Stephen Asamoah Atletica Virtus Castenedolo | 7197 p.     |
| Eptathlon (donne)                                                                       | Sveva Gerevini Cremona Sportiva Atletica Arvedi | 5907 p.     | Federica Palumbo Unione Sportiva Sangiorgese | 5597 p.     | Laura Oberto Atletica Canavesana            | 5435 p.     |
| record dei campionati; record nazionale; record personale; record personale stagionale. |                                                 |             |                                              |             |                                             |             |

### La marcia 50 km del 27 gennaio a Gioiosa Marea
| Specialità            | Oro                                                    | Prestazione  | Argento                                           | Prestazione | Bronzo                                    | Prestazione            |
| Marcia 50 km (uomini) | Michele Antonelli Centro Sportivo Aeronautica Militare | 3h55'09" ~ > | Leonardo Dei Tos Athletic Club 96 Alperia         | 3h56'56"    | Niccolò Coppini Atletica Firenze Marathon | 4h08'28" >             |
| Marcia 50 km (donne)  | Nicole Colombi Atletica Brescia 1950 Ispa Group        | 4h27'38" >   | Roberta Caraccia Atletica Brescia 1950 Ispa Group | 5h21'34"    | Medaglia non assegnata                    | Medaglia non assegnata |

### La marcia 20 km del 24 marzo a Cassino
| Specialità            | Oro                                               | Prestazione | Argento                                      | Prestazione | Bronzo                                                    | Prestazione |
| Marcia 20 km (uomini) | Francesco Fortunato Gruppi Sportivi Fiamme Gialle | 1h22'38"    | Andrea Agrusti Gruppi Sportivi Fiamme Gialle | 1h23'04"    | Federico Tontodonati Centro Sportivo Aeronautica Militare | 1h23'51" ~  |
| Marcia 20 km (donne)  | Eleonora Dominici ACSI Italia Atletica            | 1h30'35"    | Lidia Barcella Bracco Atletica               | 1h37'43"    | Ilaria Camilla Galli Atletica Firenze Marathon            | 1h44'02"    |

### I 10000 metri piani del 18 maggio a Monselice
| Specialità        | Oro                                                  | Prestazione | Argento                                   | Prestazione | Bronzo                                         | Prestazione |
| 10 000 m (uomini) | Lorenzo Dini Gruppi Sportivi Fiamme Gialle           | 28'51"99    | Nekagenet Crippa Trieste Atletica         | 29'24"47    | Italo Quazzola Atletica Casone Noceto          | 29'38"56    |
| 10 000 m (donne)  | Isabel Mattuzzi Unione Sportiva Quercia Trentingrana | 32'36"50    | Giovanna Epis Centro Sportivo Carabinieri | 33'28"75    | Maria Chiara Cascavilla AS La Fratellanza 1874 | 34'09"53    |

### I 10 km su strada dell'8 settembre a Canelli
| Specialità     | Oro                                        | Prestazione | Argento                                   | Prestazione | Bronzo                                    | Prestazione |
| 10 km (uomini) | Lorenzo Dini Gruppi Sportivi Fiamme Gialle | 28'43"      | Nekagenet Crippa Trieste Atletica         | 29'39"      | Omar Bouamer Polisportiva Sant'Orso Aosta | 29'45"      |
| 10 km (donne)  | Fatna Maraoui Centro Sportivo Esercito     | 33'10"      | Giovanna Epis Centro Sportivo Carabinieri | 33'17"      | Valeria Straneo Laguna Running            | 33'23"      |

### La mezza maratona del 20 ottobre a Palermo
| Specialità              | Oro                                         | Prestazione | Argento                                 | Prestazione | Bronzo                                       | Prestazione |
| Mezza maratona (uomini) | Nekagenet Crippa Trieste Atletica           | 1h05'15"    | Ahmed El Mazoury Atletica Casone Noceto | 1h05'20"    | Daniele D'Onofrio Gruppo Sportivo Fiamme Oro | 1h05'50"    |
| Mezza maratona (donne)  | Anna Incerti Gruppo Sportivo Fiamme Azzurre | 1h14'09"    | Federica Sugamiele Caivano Runners      | 1h14'43"    | Sara Brogiato CUS Torino                     | 1h15'29"    |

### La maratona del 10 novembre a Ravenna
| Specialità        | Oro                                               | Prestazione | Argento                                     | Prestazione | Bronzo                               | Prestazione |
| Maratona (uomini) | René Cunéaz CUS Pro Patria Milano                 | 2h20'22"    | Joachim Nshimirimana Atletica Casone Noceto | 2h24'27"    | Andrea Astolfi CUS Pro Patria Milano | 2h24'33"    |
| Maratona (donne)  | Martina Facciani Calcestruzzi Corradini Excelsior | 2h42'25"    | Eliana Patelli La Recastello Radici Group   | 2h45'13"    | Denise Tapatà SEF Stamura            | 2h48'26"    |